# Équipe d'Égypte de football à la Coupe du monde 2018
Cet article relate le parcours de l’équipe d'Égypte de football lors de la Coupe du monde de football 2018 organisée en Russie du 14 juin au 15 juillet 2018.

## Qualifications

### Deuxième tour
| Équipe 1 | Résultat | Équipe 2 | Aller | Retour |
| -------- | -------- | -------- | ----- | ------ |
| Tchad    | 1 - 4    | Égypte   | 1 - 0 | 0 - 4  |

### Troisième tour
| Rang | Équipe  | Pts | J | G | N | P | Bp | Bc | Diff |  | Résultats (▼ dom., ► ext.) |     |     |     |     |
| ---- | ------- | --- | - | - | - | - | -- | -- | ---- |  | -------------------------- | --- | --- | --- | --- |
| 1    | Égypte  | 13  | 6 | 4 | 1 | 1 | 8  | 4  | +4   |  | Égypte                     |     | 1-0 | 2-0 | 2-1 |
| 2    | Ouganda | 9   | 6 | 2 | 3 | 1 | 3  | 2  | +1   |  | Ouganda                    | 1-0 |     | 0-0 | 1-0 |
| 3    | Ghana   | 7   | 6 | 1 | 4 | 1 | 7  | 5  | +2   |  | Ghana                      | 1-1 | 0-0 |     | 1-1 |
| 4    | Congo   | 2   | 6 | 0 | 2 | 4 | 5  | 12 | -7   |  | Congo                      | 1-2 | 1-1 | 1-5 |     |

## Préparation

### Matchs de préparation à la Coupe du monde
Détail des matchs amicaux
| Match Amical           | Portugal            | 2 - 1   | Égypte    |                                                                              |                                                                              |
| 23 mars 2018 20h45 HEC | Ronaldo 90+2e 90+5e | (0 - 0) | Salah 56e | Stade du Letzigrund, Zurich Spectateurs : 19 869 Arbitrage : Paolo Mazzoleni | Stade du Letzigrund, Zurich Spectateurs : 19 869 Arbitrage : Paolo Mazzoleni |
| 23 mars 2018 20h45 HEC | Rapport             |         |           | Stade du Letzigrund, Zurich Spectateurs : 19 869 Arbitrage : Paolo Mazzoleni | Stade du Letzigrund, Zurich Spectateurs : 19 869 Arbitrage : Paolo Mazzoleni |

| Match Amical            | Égypte  | 0 - 1   | Grèce       |                              |                              |
| 27 mars 2018 20h00 HAEC |         | (0 - 1) | Karelis 29e | Arbitrage : Adrien Jaccottet | Arbitrage : Adrien Jaccottet |
| 27 mars 2018 20h00 HAEC | Rapport |         |             | Arbitrage : Adrien Jaccottet | Arbitrage : Adrien Jaccottet |

| Match Amical               | Koweït       | 1 - 1   | Égypte     |                                                                                            |                                                                                            |
| 26 mai 2018 À DÉFINIR HAEC | Al Ansari 6e | (1 - 0) | 81e Ashraf | Stade international Jaber al-Ahmad, Koweït Spectateurs : 20 000 Arbitrage : Ovidiu Hațegan | Stade international Jaber al-Ahmad, Koweït Spectateurs : 20 000 Arbitrage : Ovidiu Hațegan |

| Match Amical           | Égypte | 0 - 0   | Colombie |                                         |                                         |
| 1 juin 2018 21h15 HAEC |        | (0 - 0) |          | Stadio Atleti Azzurri d'Italia, Bergame | Stadio Atleti Azzurri d'Italia, Bergame |

| Match Amical           | Belgique                                 | 3 - 0   | Égypte |                                                                   |                                                                   |
| 6 juin 2018 20h45 HAEC | Lukaku 27e · Hazard 38e · Fellaini 90+2e | (2 - 0) |        | Stade Roi Baudouin, Bruxelles Arbitrage : Anastasios Sidiropoulos | Stade Roi Baudouin, Bruxelles Arbitrage : Anastasios Sidiropoulos |

## Effectif
La liste des 23 joueurs égyptiens est connue le 4 juin 2018. 
| Numéro / Nom       | Numéro / Nom        | Club                 | Date de naissance et âge*  | J.              | Buts            |                 |                 |                 |
| Gardiens de but    | Gardiens de but     | Gardiens de but      | Gardiens de but            | Gardiens de but | Gardiens de but | Gardiens de but | Gardiens de but | Gardiens de but |
| ------------------ | ------------------- | -------------------- | -------------------------- | --------------- | --------------- | --------------- | --------------- | --------------- |
| 01                 | Essam el-Hadari     | Al-Taawoun           | 15 janvier 1973 (45 ans)   | 1               | 0               | 0               | 0               | 0               |
| 16                 | Sherif Ekramy       | Al Ahly SC           | 1er juillet 1983 (34 ans)  | 0               | 0               | 0               | 0               | 0               |
| 23                 | Mohamed El-Shenawy  | Al Ahly SC           | 18 décembre 1988 (29 ans)  | 2               | 0               | 0               | 0               | 0               |
| Défenseurs         |                     |                      |                            |                 |                 |                 |                 |                 |
| 02                 | Ali Gabr            | West Bromwich Albion | 10 janvier 1989 (29 ans)   | 3               | 0               | 1               | 0               | 0               |
| 03                 | Ahmed el-Mohammadi  | Aston Villa          | 9 septembre 1987 (30 ans)  | 0               | 0               | 0               | 0               | 0               |
| 04                 | Omar Gaber          | Los Angeles FC       | 30 janvier 1992 (26 ans)   | 0               | 0               | 0               | 0               | 0               |
| 06                 | Ahmed Hegazy        | West Bromwich Albion | 25 janvier 1991 (27 ans)   | 3               | 0               | 1               | 0               | 0               |
| 07                 | Ahmed Fathi         | Al Ahly SC           | 10 novembre 1984 (33 ans)  | 3               | 0               | 1               | 0               | 0               |
| 12                 | Ayman Ashraf        | Al Ahly SC           | 9 avril 1991 (27 ans)      | 0               | 0               | 0               | 0               | 0               |
| 13                 | Mohamed Abdel-Shafi | Al-Fateh SC          | 1er juillet 1985 (22 ans)  | 3               | 0               | 0               | 0               | 0               |
| 15                 | Mahmoud Hamdy       | Zamalek SC           | 1er juin 1995 (23 ans)     | 0               | 0               | 0               | 0               | 0               |
| 20                 | Saad Samir          | Al Ahly SC           | 1er avril 1989 (29 ans)    | 0               | 0               | 0               | 0               | 0               |
| Milieux de terrain |                     |                      |                            |                 |                 |                 |                 |                 |
| 05                 | Sam Morsy           | Wigan AFC            | 10 septembre 1991 (26 ans) | 1               | 0               | 1               | 0               | 0               |
| 08                 | Tarek Hamed         | Zamalek SC           | 24 octobre 1988 (29 ans)   | 3               | 0               | 0               | 0               | 0               |
| 11                 | Mahmoud Kahraba     | Ittihad FC           | 13 avril 1994 (24 ans)     | 3               | 0               | 0               | 0               | 0               |
| 14                 | Ramadan Sobhi       | Huddersfield Town    | 23 janvier 1997 (21 ans)   | 3               | 0               | 0               | 0               | 0               |
| 17                 | Mohamed Elneny      | Arsenal FC           | 11 juillet 1992 (25 ans)   | 3               | 0               | 0               | 0               | 0               |
| 18                 | Shikabala           | Al-Raed              | 5 mars 1986 (32 ans)       | 0               | 0               | 0               | 0               | 0               |
| 19                 | Abdallah Saïd       | Al-Ahli SC           | 13 juillet 1985 (32 ans)   | 3               | 0               | 0               | 0               | 0               |
| 21                 | Trézéguet           | Kasımpaşa SK         | 1er octobre 1994 (23 ans)  | 3               | 0               | 1               | 0               | 0               |
| 22                 | Amr Warda           | Atromitos FC         | 17 septembre 1993 (24 ans) | 3               | 0               | 0               | 0               | 0               |
| Attaquants         |                     |                      |                            |                 |                 |                 |                 |                 |
| 09                 | Marwan Mohsen       | Al Ahly SC           | 26 février 1989 (29 ans)   | 3               | 0               | 0               | 0               | 0               |
| 10                 | Mohamed Salah       | Liverpool FC         | 15 juin 1992 (25 ans)      | 2               | 2               | 0               | 0               | 0               |
| Sélectionneur      |                     |                      |                            |                 |                 |                 |                 |                 |
|                    | Héctor Cúper        |                      | 16 novembre 1955 (62 ans)  |                 |                 |                 |                 |                 |

* NB : Les âges sont calculés au début de la Coupe du monde 2018, le 14 juin 2018.

## Coupe du monde

### Premier tour - Groupe A
|   | Équipe          | Pts | J | G | N | P | Bp | Bc | Diff |
| 1 | Uruguay         | 9   | 3 | 3 | 0 | 0 | 5  | 0  | +5   |
| 2 | Russie          | 6   | 3 | 2 | 0 | 1 | 8  | 4  | +4   |
| 3 | Arabie saoudite | 3   | 3 | 1 | 0 | 2 | 2  | 7  | -5   |
| 4 | Égypte          | 0   | 3 | 0 | 0 | 3 | 2  | 6  | -4   |

| 1  | 14 juin 2018 | Russie          | 5 - 0 | Arabie saoudite |
| 2  | 15 juin 2018 | Égypte          | 0 - 1 | Uruguay         |
| 17 | 19 juin 2018 | Russie          | 3 - 1 | Égypte          |
| 18 | 20 juin 2018 | Uruguay         | 1 - 0 | Arabie saoudite |
| 33 | 25 juin 2018 | Uruguay         | 3 - 0 | Russie          |
| 34 | 25 juin 2018 | Arabie saoudite | 2 - 1 | Égypte          |

#### Égypte - Uruguay
| Match 2                                                  | Égypte  | 0 - 1   | Uruguay                            | lekaterinbourg Arena, Iekaterinbourg           |                                                |
| 15 juin 2018 · 17:00 (UTC+5) · Historique des rencontres |         | (0 - 0) | 89e José Giménez (Carlos Sánchez ) | Spectateurs : 27 015 Arbitrage : Björn Kuipers | Spectateurs : 27 015 Arbitrage : Björn Kuipers |
| 15 juin 2018 · 17:00 (UTC+5) · Historique des rencontres | Rapport |         |                                    | Spectateurs : 27 015 Arbitrage : Björn Kuipers | Spectateurs : 27 015 Arbitrage : Björn Kuipers |

| Égypte | Uruguay |

| ÉGYPTE :        |    |                     |       |     |
|                 |    |                     |       |     |
| Gardien de but  | 23 | Mohamed El-Shenawy  |       |     |
|                 | 07 | Ahmed Fathi         |       |     |
|                 | 02 | Ali Gabr            |       |     |
|                 | 06 | Ahmed Hegazi        | 90+6e |     |
|                 | 13 | Mohamed Abdel-Shafi |       |     |
|                 | 17 | Mohamed Elneny      |       |     |
|                 | 08 | Tarek Hamed         |       | 50e |
|                 | 22 | Amr Warda           |       | 82e |
|                 | 19 | Abdallah Saïd       |       |     |
|                 | 21 | Trezeguet           |       |     |
|                 | 09 | Marwan Mohsen       |       | 63e |
| Remplaçants :   |    |                     |       |     |
|                 | 05 | Sam Morsy           | 90+4e | 50e |
|                 | 11 | Mahmoud Kahraba     |       | 63e |
|                 | 14 | Ramadan Sobhi       |       | 82e |
| Sélectionneur : |    |                     |       |     |
| Héctor Cúper    |    |                     |       |     |

| URUGUAY :       |    |                        |  |     |
|                 |    |                        |  |     |
| Gardien de but  | 01 | Fernando Muslera       |  |     |
|                 | 04 | Guillermo Varela       |  |     |
|                 | 03 | Diego Godín            |  |     |
|                 | 02 | José Giménez           |  |     |
|                 | 22 | Martín Cáceres         |  |     |
|                 | 08 | Nahitan Nández         |  | 58e |
|                 | 15 | Matías Vecino          |  | 87e |
|                 | 06 | Rodrigo Bentancur      |  |     |
|                 | 10 | Giorgian De Arrascaeta |  | 59e |
|                 | 21 | Edinson Cavani         |  |     |
|                 | 09 | Luis Suárez            |  |     |
| Remplaçants :   |    |                        |  |     |
|                 | 05 | Carlos Sánchez         |  | 58e |
|                 | 07 | Cristian Rodríguez     |  | 59e |
|                 | 14 | Lucas Torreira         |  | 87e |
| Sélectionneur : |    |                        |  |     |
| Óscar Tabárez   |    |                        |  |     |

| Assistants : Sander Van Roekel Erwin Zeinstra Quatrième arbitre : Milorad Mažić Cinquième arbitre : Milovan Ristić Arbitre vidéo : Danny Makkelie Assistants arbitre vidéo : Cyril Gringore Paweł Gil Clément Turpin Homme du Match : Mohamed El-Shenawy |

#### Russie - Égypte
| Match 17                                                 | Russie                                                                                                | 3 - 1   | Égypte                   | Stade Krestovski, Saint-Pétersbourg              |                                                  |
| 19 juin 2018 · 21:00 (UTC+3) · Historique des rencontres | Ahmed Fathi 47e (csc) · ( Mário Fernandes) Denis Tcherychev 59e · ( Ilia Koutepov) Artiom Dziouba 62e | (0 - 0) | 73e (pen.) Mohamed Salah | Spectateurs : 64 468 Arbitrage : Enrique Cáceres | Spectateurs : 64 468 Arbitrage : Enrique Cáceres |
| 19 juin 2018 · 21:00 (UTC+3) · Historique des rencontres | Rapport                                                                                               |         |                          | Spectateurs : 64 468 Arbitrage : Enrique Cáceres | Spectateurs : 64 468 Arbitrage : Enrique Cáceres |

| Russie | Égypte |

| RUSSIE :                |    |                      |     |     |
|                         |    |                      |     |     |
| Gardien de but          | 01 | Igor Akinfeïev       |     |     |
|                         | 02 | Mário Fernandes      |     |     |
|                         | 03 | Ilia Koutepov        |     |     |
|                         | 04 | Sergueï Ignachevitch |     |     |
|                         | 18 | Iouri Jirkov         |     | 86e |
|                         | 11 | Roman Zobnine        |     |     |
|                         | 08 | Iouri Gazinski       |     |     |
|                         | 19 | Alexandre Samedov    |     |     |
|                         | 17 | Alexandre Golovine   |     |     |
|                         | 06 | Denis Tcherychev     |     | 74e |
|                         | 22 | Artiom Dziouba       |     | 79e |
| Remplaçants :           |    |                      |     |     |
|                         | 07 | Daler Kouziaïev      |     | 74e |
|                         | 10 | Fiodor Smolov        | 84e | 79e |
|                         | 13 | Fiodor Koudriachov   |     | 86e |
| Sélectionneur :         |    |                      |     |     |
| Stanislav Tchertchessov |    |                      |     |     |

| ÉGYPTE :        |    |                     |     |     |
|                 |    |                     |     |     |
| Gardien de but  | 23 | Mohamed El-Shenawy  |     |     |
|                 | 07 | Ahmed Fathi         |     |     |
|                 | 02 | Ali Gabr            |     |     |
|                 | 06 | Ahmed Hegazi        |     |     |
|                 | 13 | Mohamed Abdel-Shafi |     |     |
|                 | 08 | Tarek Hamed         |     |     |
|                 | 17 | Mohamed Elneny      |     | 64e |
|                 | 10 | Mohamed Salah       |     |     |
|                 | 19 | Abdallah Saïd       |     |     |
|                 | 21 | Trezeguet           | 57e | 68e |
|                 | 09 | Marwan Mohsen       |     | 82e |
| Remplaçants :   |    |                     |     |     |
|                 | 22 | Amr Warda           |     | 64e |
|                 | 14 | Ramadan Sobhi       |     | 68e |
|                 | 11 | Mahmoud Kahraba     |     | 82e |
| Sélectionneur : |    |                     |     |     |
| Héctor Cúper    |    |                     |     |     |

| Assistants : Eduardo Cardozo Juan Zorrilla Quatrième arbitre : Cüneyt Çakır Cinquième arbitre : Bahattin Duran Arbitre vidéo : Massimiliano Irrati Assistants arbitre vidéo : Mauro Vigliano Carlos Astroza Szymon Marciniak Homme du Match : Denis Tcherychev |

#### Égypte - Arabie saoudite
| Match 34                                                 | Arabie saoudite                                                         | 2 - 1   | Égypte                             | Volgograd Arena, Volgograd                     |                                                |
| 25 juin 2018 · 17:00 (UTC+3) · Historique des rencontres | Salman Al-Faraj 45+6e (pen.) · ( Abdullah Otayf) Salem al-Dossari 90+5e | (1 - 1) | 22e Mohamed Salah (Abdallah Saïd ) | Spectateurs : 36 823 Arbitrage : Wilmar Roldán | Spectateurs : 36 823 Arbitrage : Wilmar Roldán |
| 25 juin 2018 · 17:00 (UTC+3) · Historique des rencontres | Rapport                                                                 |         |                                    | Spectateurs : 36 823 Arbitrage : Wilmar Roldán | Spectateurs : 36 823 Arbitrage : Wilmar Roldán |

| Arabie saoudite | Égypte |

| ARABIE SAOUDITE :  |    |                    |  |     |
|                    |    |                    |  |     |
| Gardien de but     | 21 | Yasser Al-Mosailem |  |     |
|                    | 06 | Mohammed Al-Breik  |  |     |
|                    | 03 | Osama Hawsawi      |  |     |
|                    | 23 | Motaz Hawsawi      |  |     |
|                    | 13 | Yasser al-Shahrani |  |     |
|                    | 14 | Abdullah Otayf     |  |     |
|                    | 07 | Salman Al-Faraj    |  |     |
|                    | 16 | Housain Al-Mogahwi |  |     |
|                    | 09 | Hattan Bahebri     |  | 65e |
|                    | 18 | Salem al-Dossari   |  |     |
|                    | 19 | Fahad al-Muwallad  |  | 79e |
| Remplaçants :      |    |                    |  |     |
|                    | 20 | Muhannad Assiri    |  | 65e |
|                    | 08 | Yahya al-Shehri    |  | 79e |
| Sélectionneur :    |    |                    |  |     |
| Juan Antonio Pizzi |    |                    |  |     |

| ÉGYPTE :        |    |                     |       |       |
|                 |    |                     |       |       |
| Gardien de but  | 01 | Essam el-Hadari     |       |       |
|                 | 07 | Ahmed Fathi         | 86e   |       |
|                 | 02 | Ali Gabr            | 45+5e |       |
|                 | 06 | Ahmed Hegazi        |       |       |
|                 | 13 | Mohamed Abdel-Shafi |       |       |
|                 | 17 | Mohamed Elneny      |       |       |
|                 | 08 | Tarek Hamed         |       |       |
|                 | 10 | Mohamed Salah       |       |       |
|                 | 19 | Abdallah Saïd       |       | 45+7e |
|                 | 21 | Trezeguet           |       | 81e   |
|                 | 09 | Marwan Mohsen       |       | 64e   |
| Remplaçants :   |    |                     |       |       |
|                 | 22 | Amr Warda           |       | 45+7e |
|                 | 14 | Ramadan Sobhi       |       | 64e   |
|                 | 11 | Mahmoud Kahraba     |       | 81e   |
| Sélectionneur : |    |                     |       |       |
| Héctor Cúper    |    |                     |       |       |

| Assistants : Alexander Guzmán Cristian de la Cruz Quatrième arbitre : Ricardo Montero Cinquième arbitre : Hiroshi Yamauchi Arbitre vidéo : Artur Soares Dias Assistants arbitre vidéo : Tiago Martins Carlos Astroza Wilton Sampaio Homme du Match : Mohamed Salah |

## Statistiques

### Temps de jeu
| Joueur              |          |          |          | TT       | But inscrit | Passe décisive | MJ       | MT       | Légende |
| ------------------- | -------- | -------- | -------- | -------- | ----------- | -------------- | -------- | -------- | --- |
| Gardiens            | Gardiens | Gardiens | Gardiens | Gardiens | Gardiens    | Gardiens       | Gardiens | Gardiens | Abréviations et symboles : TT : Total de minutes jouées MJ : Nombre de matchs joués MT : Matchs joués en tant que titulaire : but (csc) : but contre son camp : passe décisive : joueur entré : joueur remplacé : capitaine : carton jaune : carton rouge |
| Essam el-Hadari     | -        | -        | 90       | 90       | -           | -              | 1        | 1        | Abréviations et symboles : TT : Total de minutes jouées MJ : Nombre de matchs joués MT : Matchs joués en tant que titulaire : but (csc) : but contre son camp : passe décisive : joueur entré : joueur remplacé : capitaine : carton jaune : carton rouge |
| Sherif Ekramy       | -        | -        | -        | -        | -           | -              | -        | -        | Abréviations et symboles : TT : Total de minutes jouées MJ : Nombre de matchs joués MT : Matchs joués en tant que titulaire : but (csc) : but contre son camp : passe décisive : joueur entré : joueur remplacé : capitaine : carton jaune : carton rouge |
| Mohamed El-Shenawy  | 90       | 90       | -        | 180      | -           | -              | 2        | 2        | Abréviations et symboles : TT : Total de minutes jouées MJ : Nombre de matchs joués MT : Matchs joués en tant que titulaire : but (csc) : but contre son camp : passe décisive : joueur entré : joueur remplacé : capitaine : carton jaune : carton rouge |
| Défenseurs          |          |          |          |          |             |                |          |          | Abréviations et symboles : TT : Total de minutes jouées MJ : Nombre de matchs joués MT : Matchs joués en tant que titulaire : but (csc) : but contre son camp : passe décisive : joueur entré : joueur remplacé : capitaine : carton jaune : carton rouge |
| Ali Gabr            | 90       | 90       | 90       | 270      | -           | -              | 3        | 3        | Abréviations et symboles : TT : Total de minutes jouées MJ : Nombre de matchs joués MT : Matchs joués en tant que titulaire : but (csc) : but contre son camp : passe décisive : joueur entré : joueur remplacé : capitaine : carton jaune : carton rouge |
| Ahmed el-Mohammadi  | -        | -        | -        | -        | -           | -              | -        | -        | Abréviations et symboles : TT : Total de minutes jouées MJ : Nombre de matchs joués MT : Matchs joués en tant que titulaire : but (csc) : but contre son camp : passe décisive : joueur entré : joueur remplacé : capitaine : carton jaune : carton rouge |
| Omar Gaber          | -        | -        | -        | -        | -           | -              | -        | -        | Abréviations et symboles : TT : Total de minutes jouées MJ : Nombre de matchs joués MT : Matchs joués en tant que titulaire : but (csc) : but contre son camp : passe décisive : joueur entré : joueur remplacé : capitaine : carton jaune : carton rouge |
| Ahmed Hegazy        | 90       | 90       | 90       | 270      | -           | -              | 3        | 3        | Abréviations et symboles : TT : Total de minutes jouées MJ : Nombre de matchs joués MT : Matchs joués en tant que titulaire : but (csc) : but contre son camp : passe décisive : joueur entré : joueur remplacé : capitaine : carton jaune : carton rouge |
| Ahmed Fathi         | 90       | 90       | 90       | 270      | -           | -              | 3        | 3        | Abréviations et symboles : TT : Total de minutes jouées MJ : Nombre de matchs joués MT : Matchs joués en tant que titulaire : but (csc) : but contre son camp : passe décisive : joueur entré : joueur remplacé : capitaine : carton jaune : carton rouge |
| Ayman Ashraf        | -        | -        | -        | -        | -           | -              | -        | -        | Abréviations et symboles : TT : Total de minutes jouées MJ : Nombre de matchs joués MT : Matchs joués en tant que titulaire : but (csc) : but contre son camp : passe décisive : joueur entré : joueur remplacé : capitaine : carton jaune : carton rouge |
| Mohamed Abdel-Shafi | 90       | 90       | 90       | 270      | -           | -              | 3        | 3        | Abréviations et symboles : TT : Total de minutes jouées MJ : Nombre de matchs joués MT : Matchs joués en tant que titulaire : but (csc) : but contre son camp : passe décisive : joueur entré : joueur remplacé : capitaine : carton jaune : carton rouge |
| Mahmoud Hamdy       | -        | -        | -        | -        | -           | -              | -        | -        | Abréviations et symboles : TT : Total de minutes jouées MJ : Nombre de matchs joués MT : Matchs joués en tant que titulaire : but (csc) : but contre son camp : passe décisive : joueur entré : joueur remplacé : capitaine : carton jaune : carton rouge |
| Saad Samir          | -        | -        | -        | -        | -           | -              | -        | -        | Abréviations et symboles : TT : Total de minutes jouées MJ : Nombre de matchs joués MT : Matchs joués en tant que titulaire : but (csc) : but contre son camp : passe décisive : joueur entré : joueur remplacé : capitaine : carton jaune : carton rouge |
| Milieux             |          |          |          |          |             |                |          |          | Abréviations et symboles : TT : Total de minutes jouées MJ : Nombre de matchs joués MT : Matchs joués en tant que titulaire : but (csc) : but contre son camp : passe décisive : joueur entré : joueur remplacé : capitaine : carton jaune : carton rouge |
| Sam Morsy           | 30       | -        | -        | 30       | -           | -              | 1        | -        | Abréviations et symboles : TT : Total de minutes jouées MJ : Nombre de matchs joués MT : Matchs joués en tant que titulaire : but (csc) : but contre son camp : passe décisive : joueur entré : joueur remplacé : capitaine : carton jaune : carton rouge |
| Tarek Hamed         | 50       | 90       | 90       | 230      | -           | -              | 3        | 3        | Abréviations et symboles : TT : Total de minutes jouées MJ : Nombre de matchs joués MT : Matchs joués en tant que titulaire : but (csc) : but contre son camp : passe décisive : joueur entré : joueur remplacé : capitaine : carton jaune : carton rouge |
| Mahmoud Kahraba     | 27       | 8        | 9        | 44       | -           | -              | 3        | -        | Abréviations et symboles : TT : Total de minutes jouées MJ : Nombre de matchs joués MT : Matchs joués en tant que titulaire : but (csc) : but contre son camp : passe décisive : joueur entré : joueur remplacé : capitaine : carton jaune : carton rouge |
| Ramadan Sobhi       | 8        | 22       | 26       | 56       | -           | -              | 3        | -        | Abréviations et symboles : TT : Total de minutes jouées MJ : Nombre de matchs joués MT : Matchs joués en tant que titulaire : but (csc) : but contre son camp : passe décisive : joueur entré : joueur remplacé : capitaine : carton jaune : carton rouge |
| Mohamed Elneny      | 90       | 64       | 90       | 244      | -           | -              | 3        | 3        | Abréviations et symboles : TT : Total de minutes jouées MJ : Nombre de matchs joués MT : Matchs joués en tant que titulaire : but (csc) : but contre son camp : passe décisive : joueur entré : joueur remplacé : capitaine : carton jaune : carton rouge |
| Shikabala           | -        | -        | -        | -        | -           | -              | -        | -        | Abréviations et symboles : TT : Total de minutes jouées MJ : Nombre de matchs joués MT : Matchs joués en tant que titulaire : but (csc) : but contre son camp : passe décisive : joueur entré : joueur remplacé : capitaine : carton jaune : carton rouge |
| Abdallah Saïd       | 90       | 90       | 45       | 225      | -           | 1              | 3        | 3        | Abréviations et symboles : TT : Total de minutes jouées MJ : Nombre de matchs joués MT : Matchs joués en tant que titulaire : but (csc) : but contre son camp : passe décisive : joueur entré : joueur remplacé : capitaine : carton jaune : carton rouge |
| Trézéguet           | 90       | 68       | 81       | 239      | -           | -              | 3        | 3        | Abréviations et symboles : TT : Total de minutes jouées MJ : Nombre de matchs joués MT : Matchs joués en tant que titulaire : but (csc) : but contre son camp : passe décisive : joueur entré : joueur remplacé : capitaine : carton jaune : carton rouge |
| Amr Warda           | 82       | 26       | 45       | 153      | -           | -              | 3        | 1        | Abréviations et symboles : TT : Total de minutes jouées MJ : Nombre de matchs joués MT : Matchs joués en tant que titulaire : but (csc) : but contre son camp : passe décisive : joueur entré : joueur remplacé : capitaine : carton jaune : carton rouge |
| Attaquants          |          |          |          |          |             |                |          |          | Abréviations et symboles : TT : Total de minutes jouées MJ : Nombre de matchs joués MT : Matchs joués en tant que titulaire : but (csc) : but contre son camp : passe décisive : joueur entré : joueur remplacé : capitaine : carton jaune : carton rouge |
| Marwan Mohsen       | 63       | 82       | 64       | 209      | -           | -              | 3        | 3        | Abréviations et symboles : TT : Total de minutes jouées MJ : Nombre de matchs joués MT : Matchs joués en tant que titulaire : but (csc) : but contre son camp : passe décisive : joueur entré : joueur remplacé : capitaine : carton jaune : carton rouge |
| Mohamed Salah       | -        | 90       | 90       | 180      | 2           | -              | 2        | 2        | Abréviations et symboles : TT : Total de minutes jouées MJ : Nombre de matchs joués MT : Matchs joués en tant que titulaire : but (csc) : but contre son camp : passe décisive : joueur entré : joueur remplacé : capitaine : carton jaune : carton rouge |
| TOTAL               |          |          |          |          |             |                |          |          | Abréviations et symboles : TT : Total de minutes jouées MJ : Nombre de matchs joués MT : Matchs joués en tant que titulaire : but (csc) : but contre son camp : passe décisive : joueur entré : joueur remplacé : capitaine : carton jaune : carton rouge |
| Équipe d'Égypte     | 90       | 90       | 90       | 270      | 2           | 1              | 3        | -        | Abréviations et symboles : TT : Total de minutes jouées MJ : Nombre de matchs joués MT : Matchs joués en tant que titulaire : but (csc) : but contre son camp : passe décisive : joueur entré : joueur remplacé : capitaine : carton jaune : carton rouge |

| Buts  | Joueurs       | Adversaires             |
| ----- | ------------- | ----------------------- |
| 2     | Mohamed Salah | Russie, Arabie saoudite |
| TOTAL | 2 BUTS        | 2 BUTS                  |

| Passes | Joueurs          | Adversaires      |
| ------ | ---------------- | ---------------- |
| 1      | Abdallah Saïd    | Arabie saoudite  |
| TOTAL  | 1 PASSE DÉCISIVE | 1 PASSE DÉCISIVE |